# Eilema colon
Eilema colon là một loài bướm đêm thuộc phân họ Arctiinae, họ Erebidae.